# Il libro dei morti viventi
Il libro dei morti viventi (Book of the Dead) è un'antologia di racconti del 1989, curata da John Skipp e Craig Spector, con una prefazione di George A. Romero.
I racconti sono scritti espressamente per quest'antologia, e mostrano le svariate interpretazioni che gli autori danno al tema dei morti viventi. Alcuni autori si rifanno agli stereotipi della cinematografia horror, altri invece reinterpretano i temi. 

## Alcuni commenti
Sassofono: rivisitazione del tema dello zombie applicato al conflitto jugoslavo che, all'epoca in cui è stato scritto il racconto, stava esplodendo in tutta la sua atrocità. I "morti che camminano" non sono solo quelli della fantasia horrorifica, ma anche quelli che scatenano guerre e distruggono i più profondi princìpi della convivenza civile umana.
Rischiamorto: feroce e tagliente critica dell'establishment televisivo e più in generale dell'avidità che, secondo l'autore, muove qualsiasi azione umana. Qui gli zombie sono i telespettatori di programmi assurdi che assistono inebetiti alle più turpi ignominie, telespettatori che detengono però quel potere "selettivo" chiamato audience. Quanto in basso si può scendere per accaparrarsi più audience possibile? Non c'è limite. Si giunge a vendere i propri simili, ma soprattutto se stessi, in nome di un'avidità che finirà col ridurci in "morti che camminano".
Vermone e i figli di Jerry: anche se il racconto si lascia spesso andare ad elementi splatter, non mancano tuttavia interessanti spunti. I "morti viventi" come resurrezione della carne, un santone che assiste finalmente all'Armageddon che aveva sempre predicato, quel Giudizio Universale che avrebbe preceduto la discesa di Dio in terra. Ma se fosse un altro tipo di dio quello che scende fra i "non più uomini"? Se fosse un essere spregevole, vivo ma non più umano? Un racconto che ha tutta la forza della bestemmia, il coraggio dell'eresia, soprattutto nel finale, quando alla fine di un immondo banchetto cannibalico, brucia la frase «e videro che era buono».
Mangiami: inquietante, romantico, disgustoso. Sono tutti aggettivi che vanno bene a questo racconto. Una storia d'amore nel "Mondo dei Morti" fuori da qualsiasi schema. L'alternarsi di momenti splatter a momenti di grande romanticismo lascia totalmente disorientati. Quando l'unico modo che hanno i "morti viventi" per esternare i propri sentimenti è mangiare, come fanno due zombie ad esternare il proprio amore?

## Elenco dei racconti
- Fioritura (Blossom), di Chan McConnell
- La mensa (Mess Hall), di Richard Laymon
- Fa meno male se canti (It Helps If You Sing), di Ramsey Campbell
- Parto in casa (Home Delivery), di Stephen King
- Lavori sporchi (Wet Work), di Philip Nutman
- Un triste ultimo amore allo Snack dei dannati (A Sad Last Love at the Diner of the Damned), di Edward Bryant
- Corpi e teste (Bodies and Heads), di Steve Rasnic Tem
- Scelte (Choices), di Glen Vasey
- I pezzi migliori (The Good Parts), di Les Daniels
- Meno di zombi (Less Than Zombie), di Douglas E. Winter
- Come cani di Pavlov (Like Pavlov's Dogs), di Steven R. Boyett
- Sassofono (Saxophone), di Nicholas Royle
- Nel deserto Cadillac con i morti (On the Far Side of the Cadillac Desert with Dead Folks), di Joe R. Lansdale
- Rischiamorto (Dead Giveaway), di Brian Hodge
- Vermone e i figli di Jerry (Jerry's Kids Meet Wormboy), di David J. Schow
- Mangiami (Eat Me), di Robert R. McCammon

## Edizioni
- a cura di John Skipp e Craig Spector, Il libro dei morti viventi, traduzione di Gianni Montanari, collana Tascabili Bompiani, Bompiani, 1995,  p. 462, ISBN 88-452-2440-6.